# Liste der Biografien/Haw
Liste der Biografien |
Portal Biografien |
Personensuche
# |
A |
B |
C |
D |
E |
F |
G |
H |
I |
J |
K |
L |
M |
N |
O |
P |
Q |
R |
S |
T |
U |
V |
W |
X |
Y |
Z |
?
 
Ha |
Hd |
He |
Hi |
Hj |
Hk |
Hl |
Hm |
Hn |
Ho |
Hr |
Hs |
Ht |
Hu |
Hv |
Hw |
Hy
 
Haa |
Hab |
Hac |
Had |
Hae–Haf |
Hag |
Hah |
Hai |
Haj |
Hak |
Hal |
Ham |
Han |
Hao |
Hap |
Haq |
Har |
Has |
Hat |
Hau |
Hav |
Haw |
Hax |
Hay |
Haz
Die Liste der Biografien führt alle Personen auf, die in der deutschsprachigen Wikipedia einen Artikel haben. Dieses ist eine Teilliste mit 293 Einträgen von Personen, deren Namen mit den Buchstaben „Haw“ beginnt.

## Haw
- Haw, Alex, britischer Schauspieler
- Haw, Brian (1949–2011), englischer Friedensaktivist
- Haw, Chiou Hwee (* 1987), malaysische Badmintonspielerin
- Haw, Johannes (1871–1949), deutscher Geistlicher und Ordensgründer
- Haw, Wilhelm von (1783–1862), Oberbürgermeister von Trier (1818–1839)

### Hawa
- Hawa, Andreas (* 1959), deutscher Fußballspieler
- Hawa, Severius Jamil (* 1931), irakischer syrisch-orthodoxer Geistlicher und Erzbischof der Erzdiözese Bagdad & Basra
- Hawad (* 1950), nigrischer Schriftsteller und Kalligraf
- Hawaii, Kai (* 1968), deutscher Musiker, DJ und Musikjournalist
- Hawala, Solomon (1935–2025), namibischer Militär
- Hawālī, Safar al- (* 1950), saudischer Islam-Gelehrter und Prediger
- Hawar, Bassem (* 1972), deutsch-irakischer Geiger (Spießgeige Djoze)
- Hawari, Mahmoud, palästinensischer Archäologe
- Hawarzowa, Wolha (* 1988), belarussische Tennisspielerin
- Hawass, Zahi (* 1947), ägyptischer ÄgyptologeZahi Hawass (* 1947)

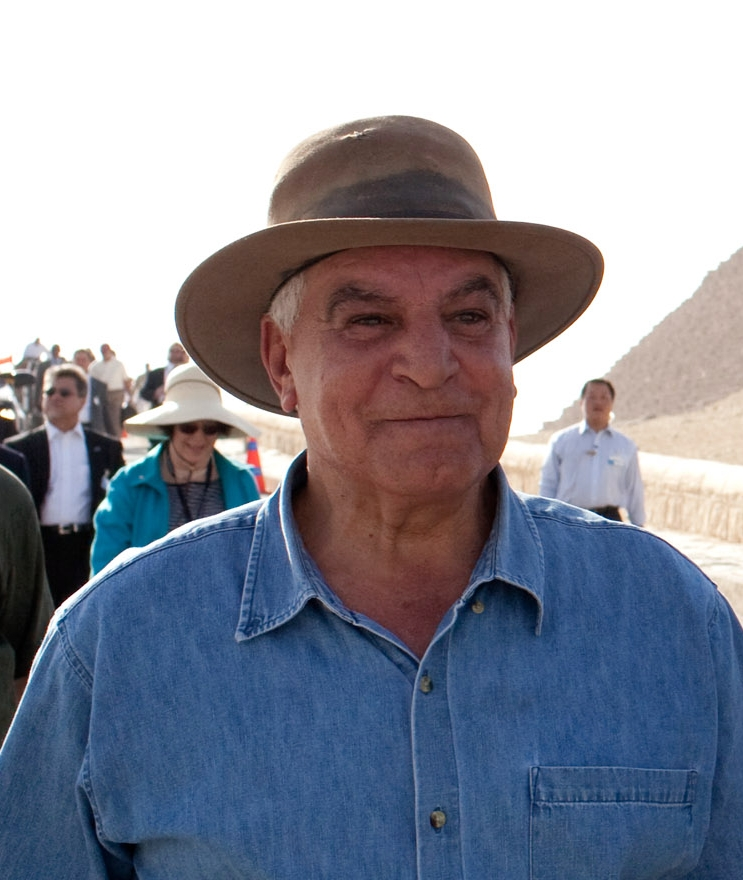
Zahi Hawass (* 1947)

- Hawat, Talal, libanesischer Politiker
- Hawatmeh, Nayef (* 1935), palästinensischer PolitikerNayef Hawatmeh (* 1935)

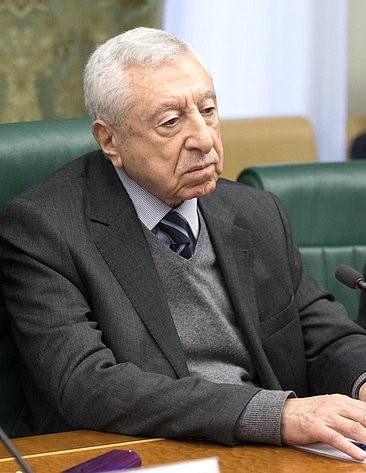
Nayef Hawatmeh (* 1935)

- Hawayek, Kaitlin (* 1996), US-amerikanische Eiskunstläuferin

### Hawc
- Hawco, Allan (* 1977), kanadischer Schauspieler

### Hawd
- Hawdon, Dickie (1927–2009), britischer Jazzmusiker und Musikpädagoge
- Hawdsynskyj, Albin (1923–2014), ukrainischer Künstler

### Hawe
- Hawe, Sarah (* 1987), australische Ruderin
- Hawel, Jan (* 1988), deutscher Fußballspieler
- Hawel, Rafał (* 1984), polnischer Badmintonspieler
- Hawel, Rudolf (1860–1923), österreichischer Schriftsteller
- Hawelka, Anton (1840–1894), polnischer Kaufmann und Gastronom
- Hawelka, Josefine (1913–2005), österreichische Gastronomin, Gründerin und Betreiberin des Café Hawelka
- Hawelka, Leopold (1911–2011), österreichischer Gastronom, Cafégründer und -betreiber
- Hawelka, Rudolf (1866–1937), Abgeordneter der deutschen Minderheit im tschechoslowakischen Abgeordnetenhaus
- Hawellek, Alfred (1905–1981), deutscher Politiker (NSDAP), MdR
- Hawemann, Horst (1940–2011), deutscher Theaterregisseur
- Hawemann, Sascha (* 1967), deutscher Theaterregisseur
- Hawenkel, Ludolf († 1521), Ratssekretär der Hansestadt Lübeck
- Hawerchuk, Dale (1963–2020), kanadischer Eishockeyspieler und -trainer
- Hawes, Albert Gallatin (1804–1849), US-amerikanischer Politiker
- Hawes, Aylett (1768–1833), US-amerikanischer Politiker
- Hawes, Charles Henry (1867–1943), englischer Anthropologe
- Hawes, Elizabeth (1903–1971), US-amerikanische Modedesignerin, Autorin und Aktivistin
- Hawes, Hampton (1928–1977), US-amerikanischer Jazz-Pianist
- Hawes, Harry B. (1869–1947), US-amerikanischer Politiker (Demokratische Partei)
- Hawes, James (* 1960), britischer Schriftsteller
- Hawes, Jason (* 1971), US-amerikanischer Gründer von The Atlantic Paranormal Society
- Hawes, Josiah Johnson (1808–1901), US-amerikanischer Fotopionier
- Hawes, Keeley (* 1976), britische SchauspielerinKeeley Hawes (* 1976)

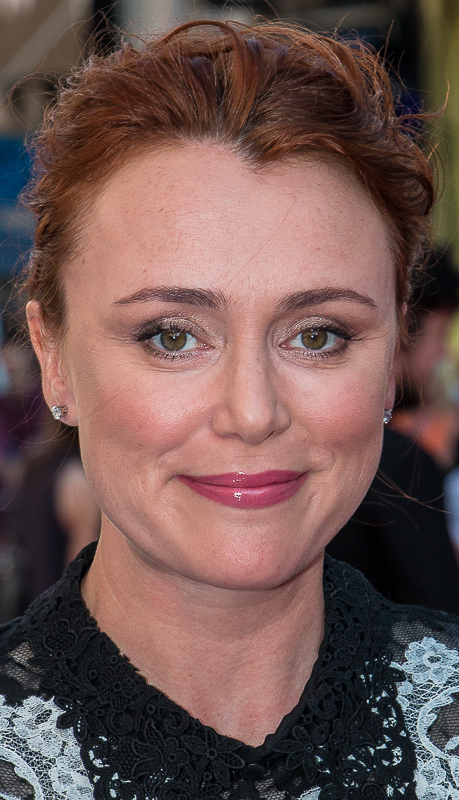
Keeley Hawes (* 1976)

- Hawes, Maria (1816–1886), englische Konzert- und Oratoriensängerin der Stimmlage Alt
- Hawes, Pat (1928–2017), britischer Jazzmusiker (Piano)
- Hawes, Patrick (* 1958), britischer Komponist, auch Konzertpianist, Organist und Dirigent
- Hawes, Richard (1797–1877), US-amerikanischer Politiker
- Hawes, Spencer (* 1988), US-amerikanischer Basketballspieler
- Hawes, William (1785–1846), englischer Komponist und Chorleiter

### Hawg
- Hawgood, Donald (1917–2010), kanadischer Kanute
- Hawgood, Greg (* 1968), kanadischer Eishockeyspieler

### Hawi
- Hawi, George (1938–2005), libanesischer Politiker
- Hawich, Christoph (1782–1848), deutscher Maler, Porzellanmaler, Zeichenlehrer und Lithograf
- Hawich, Stephan (1753–1827), deutscher Maler und Zeichenlehrer
- Hawick, Heinrich (1906–1945), deutscher Künstler
- Hawie, Martin (* 1975), deutscher Regisseur und Autor
- Hawig, Lore (* 1942), deutsche Badmintonspielerin
- Hawighorst, Christine (* 1963), deutsche politische Beamtin, Staatssekretärin in Niedersachsen
- Hawise of Chester († 1243), englische Adlige
- Hawise, Countess of Aumale, anglonormannische Adlige

### Hawk
- Hawk, A. J. (* 1984), US-amerikanischer American-Football-Spieler
- Hawk, Abigail (* 1982), US-amerikanische Schauspielerin
- Hawk, David (1934–2020), US-amerikanischer Schiedsrichter im American Football
- Hawk, Kali (* 1986), US-amerikanische Schauspielerin
- Hawk, Riley (* 1992), US-amerikanischer Skateboarder
- Hawk, Robert M. A. (1839–1882), US-amerikanischer Politiker
- Hawk, Ronni (* 1999), US-amerikanische Schauspielerin
- Hawk, Tony (* 1968), US-amerikanischer Skateboardfahrer
- Hawke, Alex (* 1977), australischer Politiker
- Hawke, Bernard Ray (1946–2015), US-amerikanischer Astronom
- Hawke, Bob (1929–2019), australischer Politiker, Premierminister
- Hawke, Craig (* 1965), neuseeländischer Diplomat und Botschafter in Deutschland
- Hawke, Edward, 1. Baron Hawke (1705–1781), britischer Admiral und Politiker
- Hawke, Ethan (* 1970), US-amerikanischer Schauspieler, Drehbuchautor und SchriftstellerEthan Hawke (* 1970)

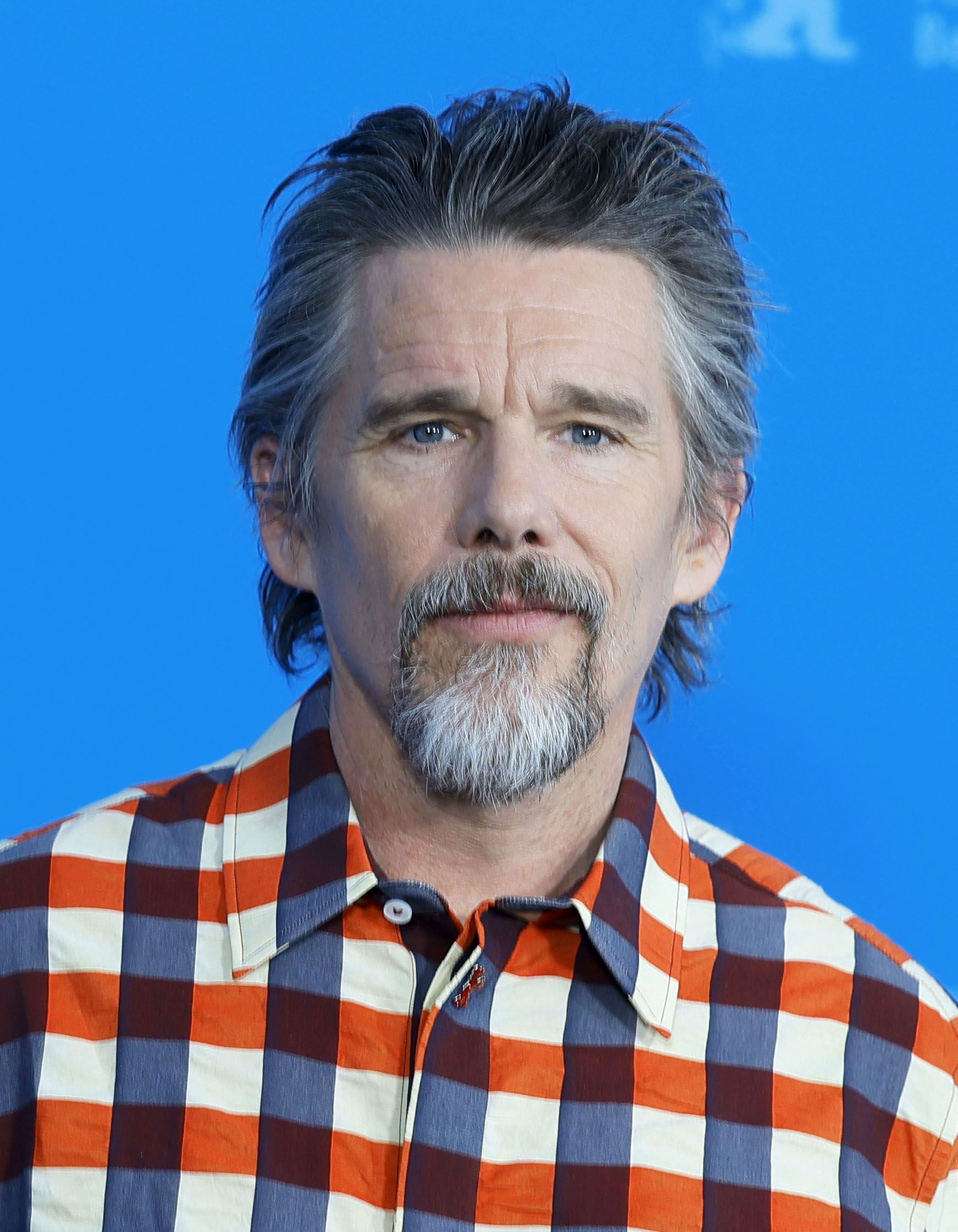
Ethan Hawke (* 1970)

- Hawke, Maya (* 1998), US-amerikanische Schauspielerin, Model und Sängerin
- Hawke, Simon (* 1951), amerikanischer Science-Fiction- und Fantasy-Autor
- Hawken, John (1940–2024), britischer Keyboarder
- Hawken, Paul (* 1946), US-amerikanischer Umweltschützer und Schriftsteller
- Hawker, Craig J. (* 1964), australischer Chemiker (Makromolekulare Chemie)
- Hawker, Elizabeth (* 1976), britische Berg- und Ultramarathonläuferin
- Hawker, George Charles (1818–1895), australischer Politiker, Sprecher des South Australian House of Assembly
- Hawker, Harry (1889–1921), australischer Luftfahrtpionier
- Hawker, Lanoe (1890–1916), britischer Militärpilot im Ersten Weltkrieg
- Hawker, Robert Stephen (1803–1875), englischer Pfarrer, Autor, Dichter, Komponist, Antiquitar
- Hawker, Timothy (* 1980), US-amerikanischer Boccia-Spieler
- Hawker-Diaz, Kari (* 1986), US-amerikanische Schauspielerin und Moderatorin
- Hawkes, Albert W. (1878–1971), US-amerikanischer Geschäftsmann und Politiker (Republikanische Partei)
- Hawkes, Chesney (* 1971), englischer PopsängerChesney Hawkes (* 1971)

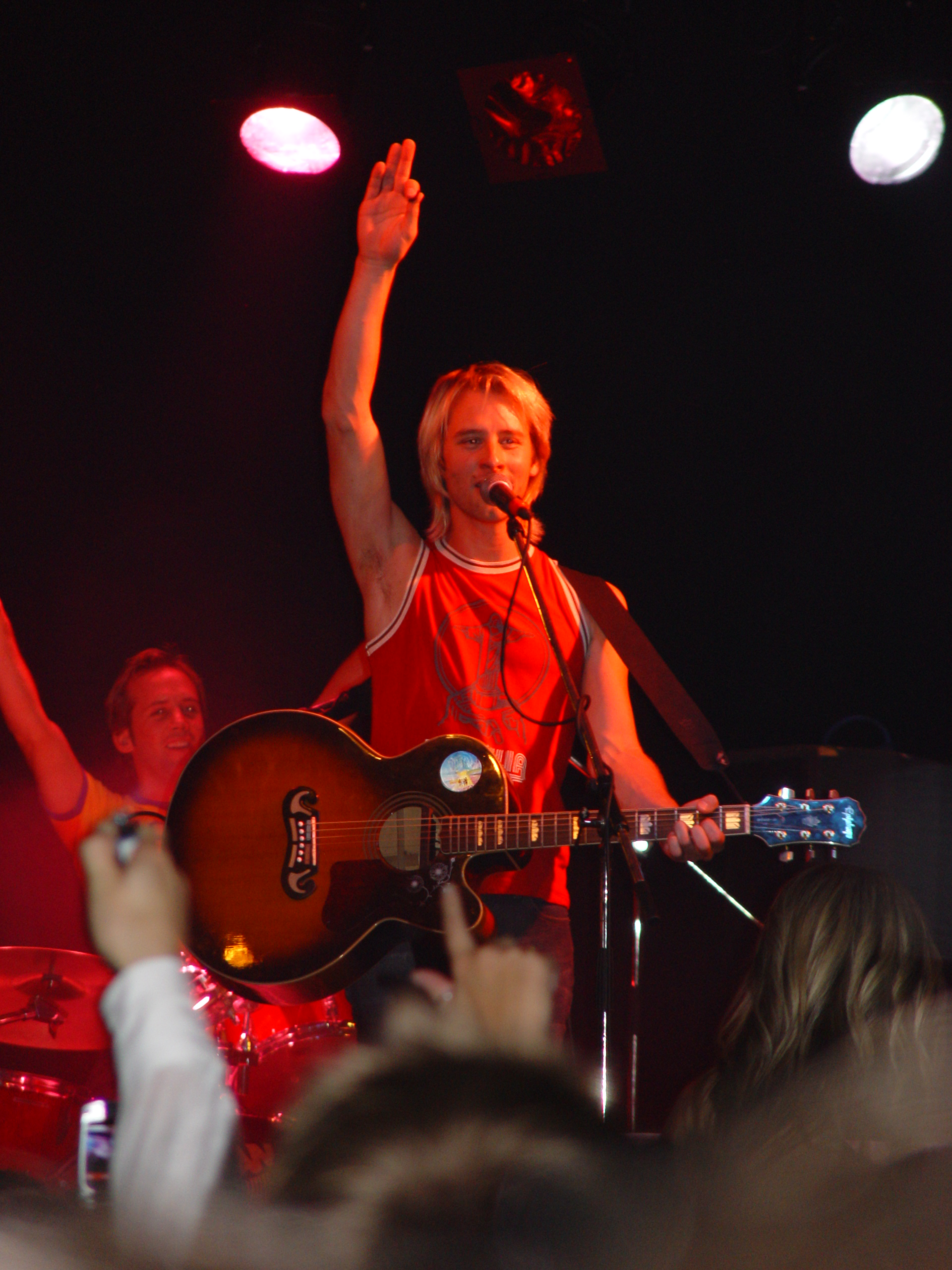
Chesney Hawkes (* 1971)

- Hawkes, Douglas (1893–1974), britischer Unternehmer und Autorennfahrer
- Hawkes, Jaclyn (* 1982), neuseeländische Squashspielerin
- Hawkes, Jacquetta (1910–1996), englische Archäologin und Autorin
- Hawkes, James (1776–1865), US-amerikanischer Jurist und Politiker
- Hawkes, John (1899–1990), australischer Tennisspieler
- Hawkes, John (1925–1998), amerikanischer Schriftsteller
- Hawkes, John (* 1959), US-amerikanischer FilmschauspielerJohn Hawkes (* 1959)

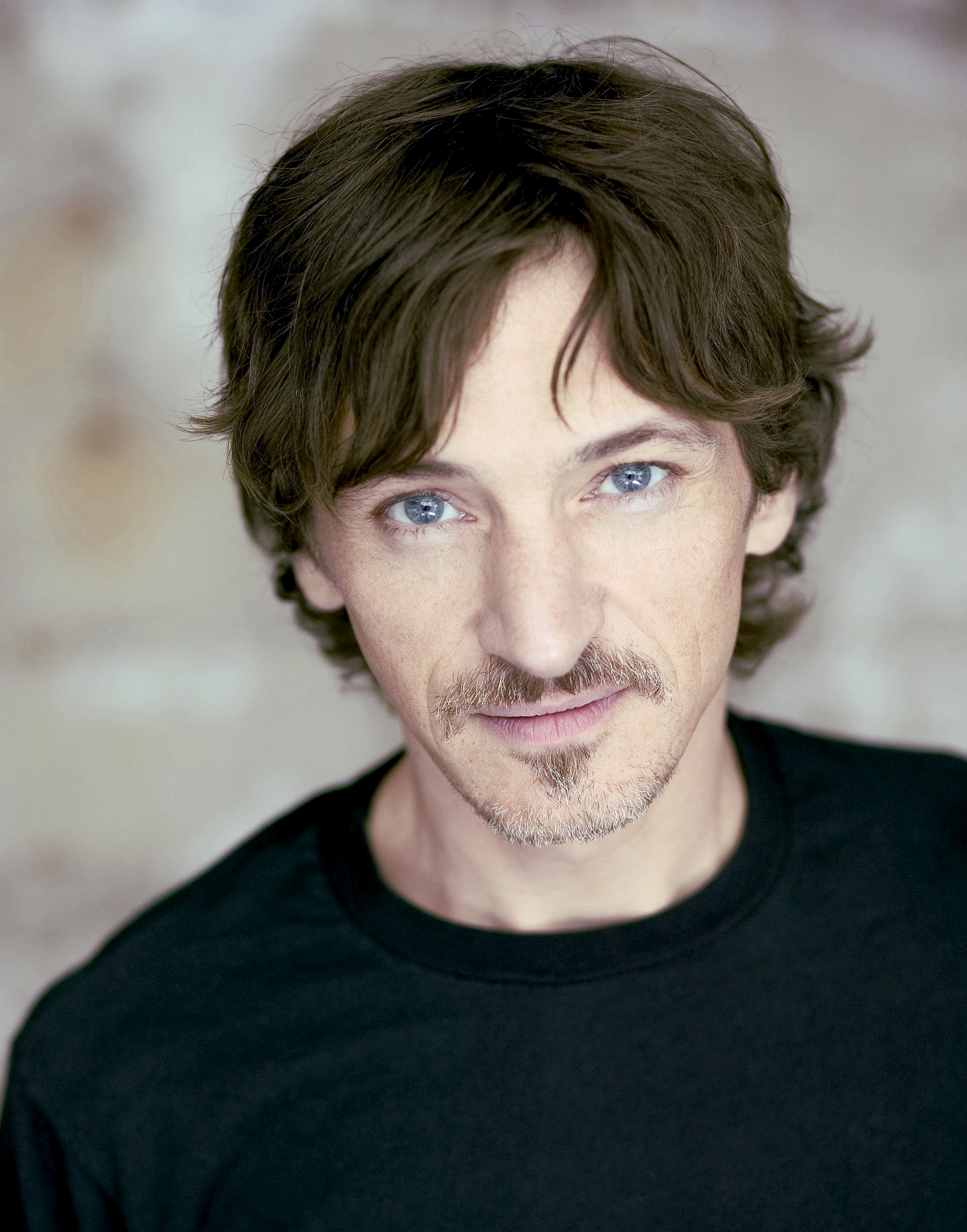
John Hawkes (* 1959)

- Hawkes, Julie, neuseeländische Squashspielerin
- Hawkes, Leonard (1891–1981), britischer Geologe
- Hawkes, Rechelle (* 1967), australische Hockeyspielerin
- Hawkes, Robert (1880–1945), englischer Fußballspieler
- Hawkesworth, Chris (* 1947), britischer Geochemiker (Isotopen-Geochemie) und Geologe
- Hawkesworth, John (1920–2003), britischer Fernsehproduzent und Drehbuchautor
- Hawkesworth, Mary (* 1952), US-amerikanische Politologin und Hochschullehrerin
- Hawkey, Ben (* 1996), britischer Schauspieler und Musiker
- Hawkey, Christian (* 1969), US-amerikanischer Autor, Übersetzer und Herausgeber
- Hawkey, Esmee (* 1998), britische Automobilrennfahrerin
- Hawking, Jane (* 1944), britische Autorin, Ex-Ehefrau des Physikers Stephen Hawking
- Hawking, Lucy (* 1970), britische Journalistin und Autorin
- Hawking, Stephen (1942–2018), britischer theoretischer Physiker und AstrophysikerStephen Hawking (1942–2018)

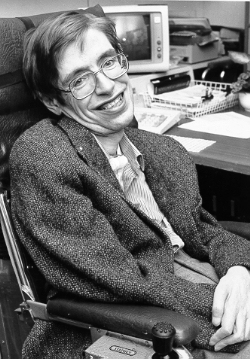
Stephen Hawking (1942–2018)

- Hawkins, Alexander (* 1981), britischer Jazz- und Improvisationsmusiker
- Hawkins, Alvin (1821–1905), US-amerikanischer Politiker
- Hawkins, Andrew (* 1986), US-amerikanischer Canadian-Football-Spieler und American-Football-Spieler
- Hawkins, Augustus F. (1907–2007), US-amerikanischer Politiker
- Hawkins, Barry (* 1979), englischer Snookerspieler
- Hawkins, Benjamin (1754–1816), britisch-amerikanischer Politiker
- Hawkins, Benjamin Waterhouse (1807–1894), englischer Bildhauer, Illustrator und Naturwissenschaftler
- Hawkins, Brad (* 1976), US-amerikanischer Schauspieler und Synchronsprecher
- Hawkins, Buddy Boy, US-amerikanischer Bluesmusiker
- Hawkins, Caesar (1798–1884), britischer Chirurg
- Hawkins, Callum (* 1992), britischer Mittelstreckenläufer
- Hawkins, Chari (* 1991), US-amerikanische Siebenkämpferin
- Hawkins, Coleman (1904–1969), US-amerikanischer Jazz-Musiker
- Hawkins, Connie (1942–2017), US-amerikanischer Basketballspieler
- Hawkins, Corey (* 1988), US-amerikanischer FilmschauspielerCorey Hawkins (* 1988)

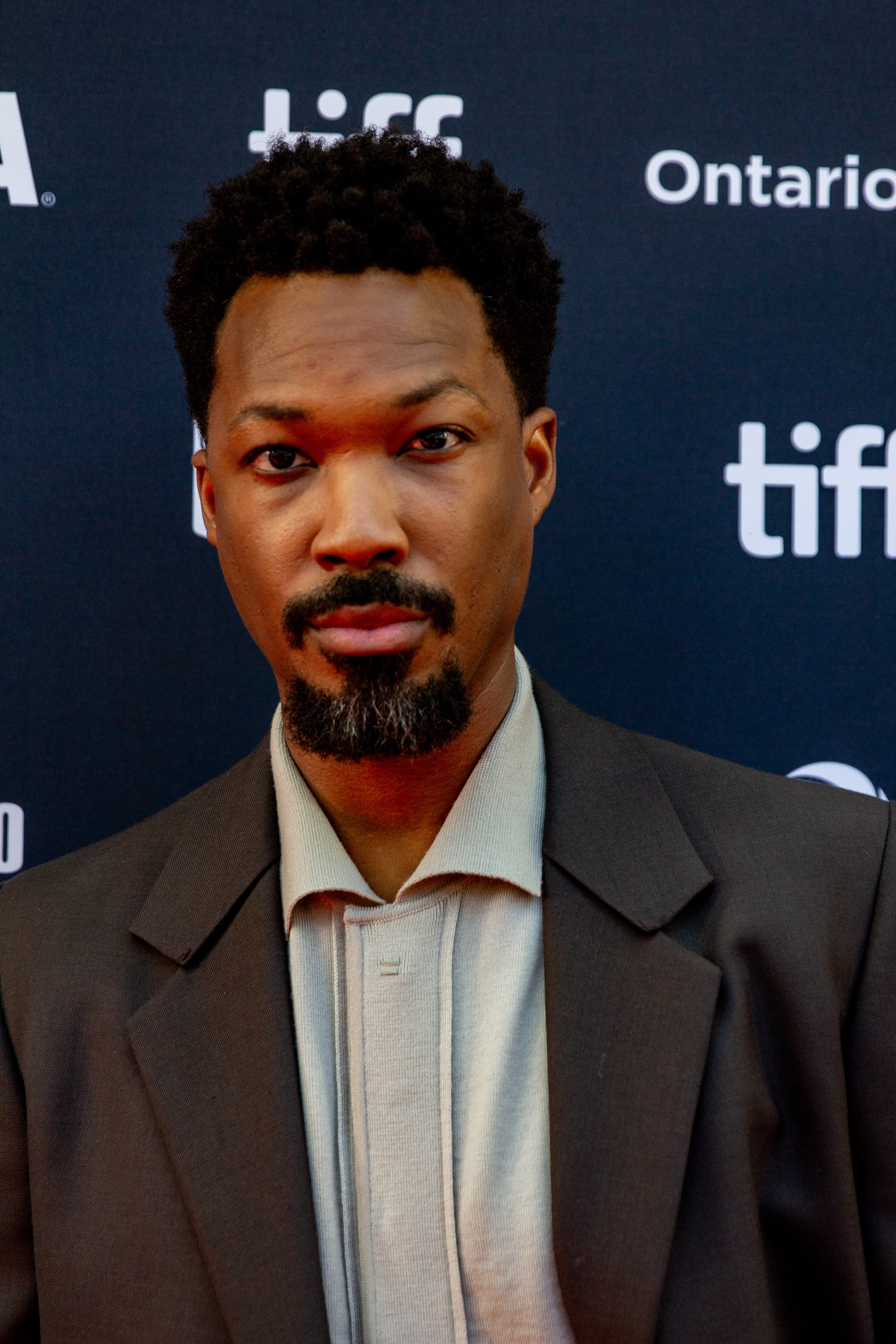
Corey Hawkins (* 1988)

- Hawkins, Courtney (* 1967), US-amerikanischer Hürdenläufer
- Hawkins, Curt (* 1985), US-amerikanischer Wrestler
- Hawkins, Dale (1936–2010), US-amerikanischer Rock-’n’-Roll-Sänger und Gitarrist
- Hawkins, David (1913–2002), US-amerikanischer Philosoph
- Hawkins, David R. (1927–2012), US-amerikanischer Psychiater, Mystiker und Autor
- Hawkins, Devvyn (* 1980), US-amerikanische Fußballspielerin
- Hawkins, Ed, britischer Klimaforscher und Hochschullehrer
- Hawkins, Edwin (1943–2018), US-amerikanischer Gospelmusiker
- Hawkins, Erick (1909–1994), US-amerikanischer Tänzer und Choreograf
- Hawkins, Ernie (* 1947), US-amerikanischer Bluesmusiker
- Hawkins, Erskine (1914–1993), US-amerikanischer Jazztrompeter und Bandleader
- Hawkins, Frank (* 1962), britisch-kanadischer Naturschutzbiologe, Ornithologe und Naturschützer
- Hawkins, George (1883–1917), britischer Sprinter
- Hawkins, George Sydney (1808–1878), US-amerikanischer Jurist und Politiker
- Hawkins, Gerald (1928–2003), britischer Astronomiehistoriker
- Hawkins, Hamilton S. (1872–1950), US-amerikanischer Offizier, Generalleutnant der US-Army
- Hawkins, Harold (1886–1917), britischer Sportschütze
- Hawkins, Hawkshaw (1921–1963), US-amerikanischer Country-Sänger
- Hawkins, Hersey (* 1966), US-amerikanischer Basketballspieler
- Hawkins, Howie (* 1952), US-amerikanischer Gewerkschafter und Umweltaktivist
- Hawkins, Isaac Roberts (1818–1880), US-amerikanischer Politiker
- Hawkins, J. N. A. (1907–1966), US-amerikanischer Tontechniker
- Hawkins, Jack (1910–1973), britischer SchauspielerJack Hawkins (1910–1973)

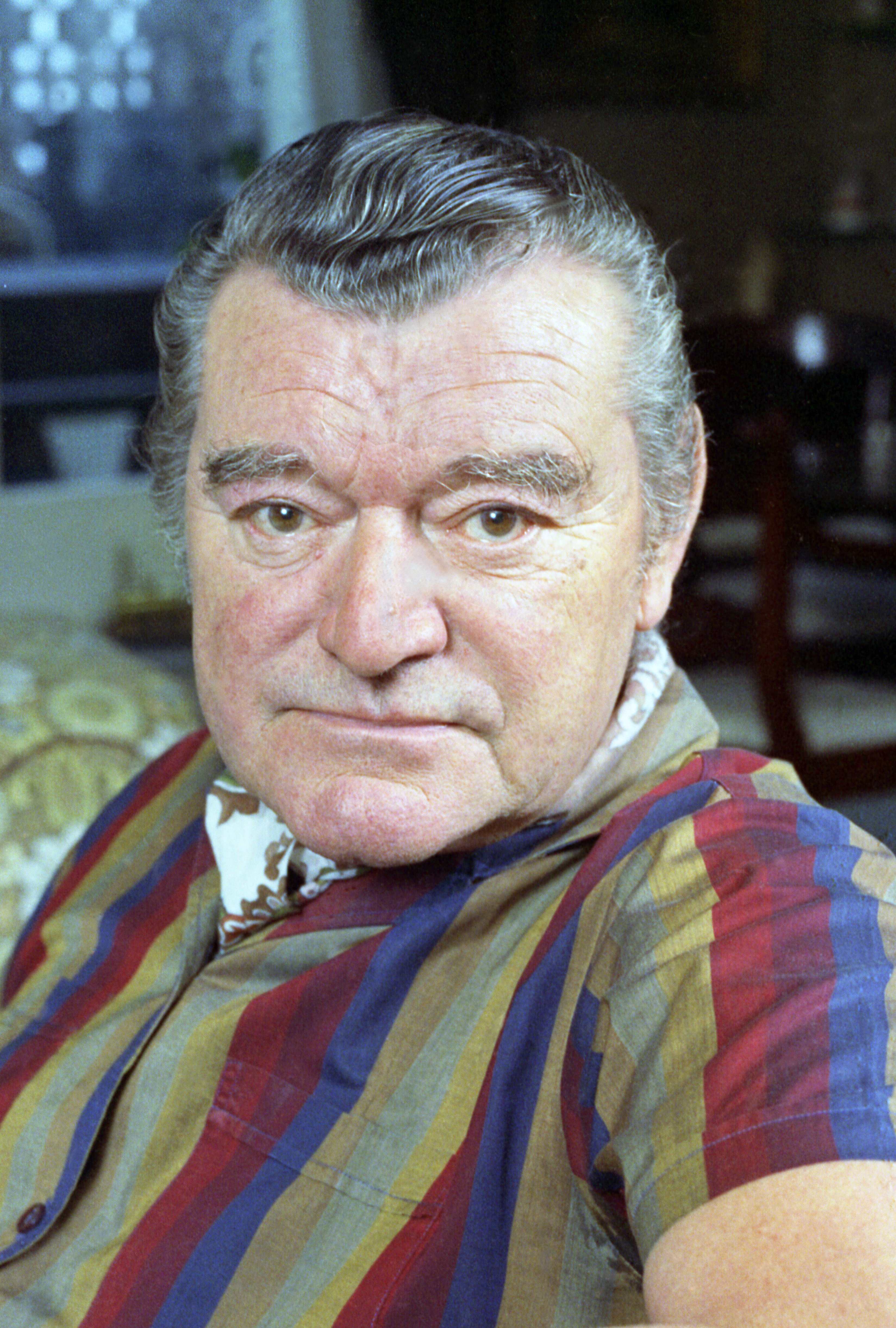
Jack Hawkins (1910–1973)

- Hawkins, Jalen (* 2001), US-amerikanisch-deutscher Fußballspieler
- Hawkins, James A., US-amerikanischer Offizier, Generalmajor der US Air Force
- Hawkins, Jaq D. (* 1956), britische Okkultistin
- Hawkins, Jaylinn (* 1997), US-amerikanischer American-Football-Spieler
- Hawkins, Jeff (* 1957), US-amerikanischer IT-Unternehmer und Neurowissenschaftler
- Hawkins, Jennifer (* 1983), australische Schönheitskönigin
- Hawkins, Jessica (* 1995), britische Automobilrennfahrerin und Stuntfahrerin
- Hawkins, Jimmy (* 1941), US-amerikanischer Schauspieler und Filmproduzent
- Hawkins, John (1532–1595), englischer Seefahrer
- Hawkins, John (1719–1789), englischer Musikhistoriker
- Hawkins, John (1944–2007), kanadischer Komponist und Pianist
- Hawkins, John (* 1949), kanadischer Hochspringer
- Hawkins, John David (1940–2023), britischer Hethitologe und Archäologe
- Hawkins, Jonathan (* 1983), englischer Schachspieler
- Hawkins, Joseph (1781–1832), US-amerikanischer Rechtsanwalt und Politiker
- Hawkins, Joseph H. († 1823), US-amerikanischer Politiker
- Hawkins, Justin (* 1975), englischer Musiker, Sänger und SongwriterJustin Hawkins (* 1975)

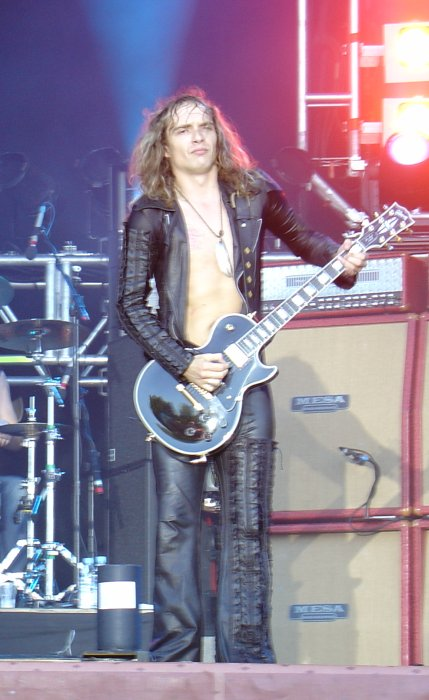
Justin Hawkins (* 1975)

- Hawkins, Karen (* 1957), US-amerikanische Sprinterin
- Hawkins, Kristan, US-amerikanische Pro-Life Aktivistin und Vorsitzende von Students for Life
- Hawkins, Louis Welden (1849–1910), französischer Maler
- Hawkins, Lyn-Z Adams (* 1989), US-amerikanische Skateboarderin
- Hawkins, Marshall (* 1939), amerikanischer Jazzmusiker (Kontrabass)
- Hawkins, Martin (1888–1959), US-amerikanischer Hürdenläufer
- Hawkins, Micajah Thomas (1790–1858), US-amerikanischer Politiker
- Hawkins, Michael (* 1972), US-amerikanischer Basketballspieler
- Hawkins, Pat (* 1950), US-amerikanische Sprinterin und Hürdenläuferin
- Hawkins, Paul (1912–2002), britischer Politiker, Unterhausabgeordneter
- Hawkins, Paul (1937–1969), australischer Rennfahrer
- Hawkins, Paula (1927–2009), US-amerikanische Politikerin (Republikanische Partei)
- Hawkins, Paula (* 1972), britische Schriftstellerin
- Hawkins, Rachel (* 1979), US-amerikanische Autorin
- Hawkins, Richard († 1622), englischer Seefahrer
- Hawkins, Richard C. (1922–2015), US-amerikanischer Filmproduzent, Filmregisseur, Filmemacher und Lehrer
- Hawkins, Roger (1945–2021), US-amerikanischer Schlagzeuger
- Hawkins, Ronnie (1935–2022), US-amerikanischer Sänger
- Hawkins, Roy (1903–1974), US-amerikanischer Bluesmusiker
- Hawkins, Sally (* 1976), britische SchauspielerinSally Hawkins (* 1976)

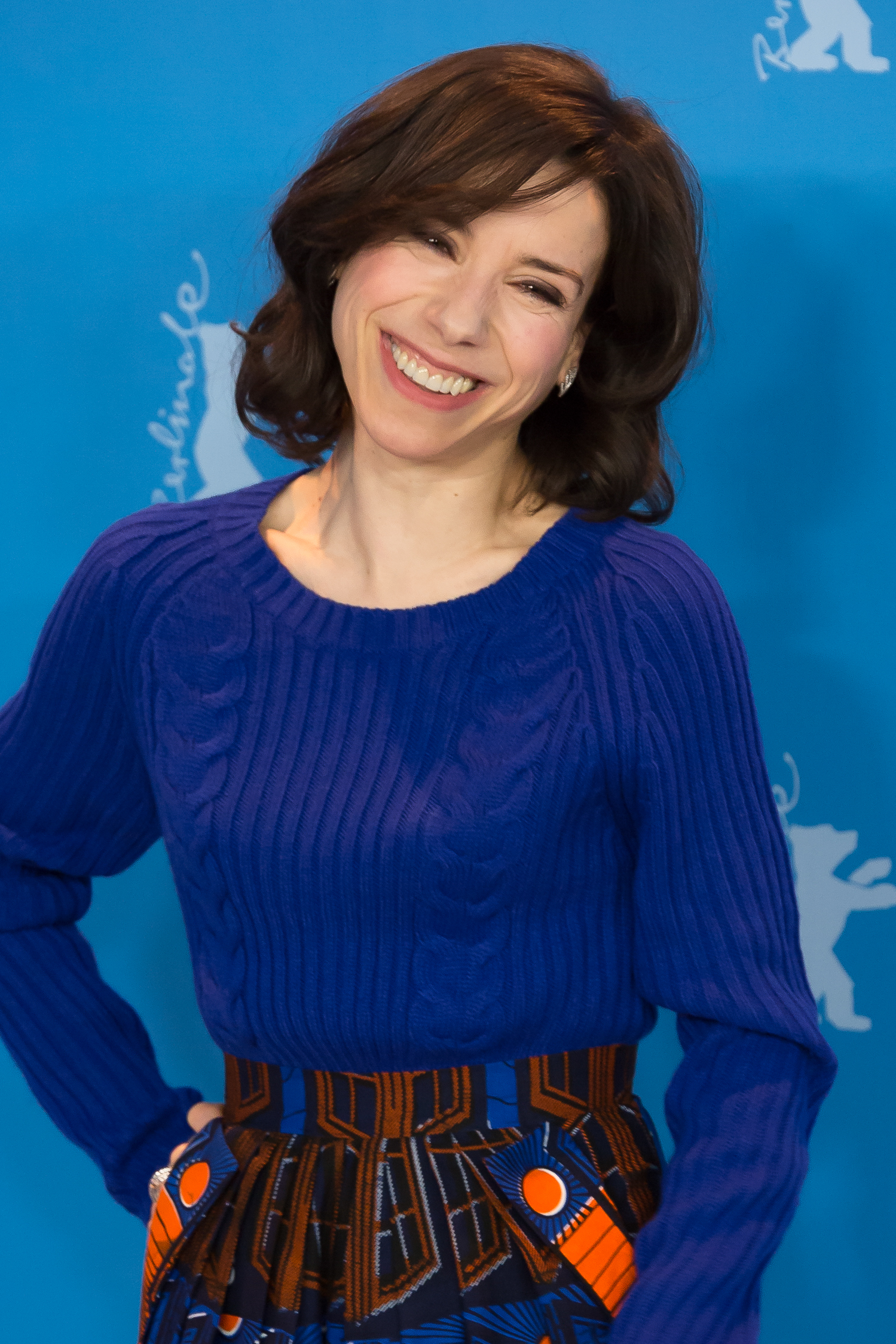
Sally Hawkins (* 1976)

- Hawkins, Screamin’ Jay (1929–2000), US-amerikanischer Blues-Sänger
- Hawkins, Sophie B. (* 1964), US-amerikanische Sängerin und Songwriterin
- Hawkins, Stephen (* 1971), australischer Ruderer und Olympiasieger
- Hawkins, Taylor (1972–2022), US-amerikanischer SchlagzeugerTaylor Hawkins (1972–2022)

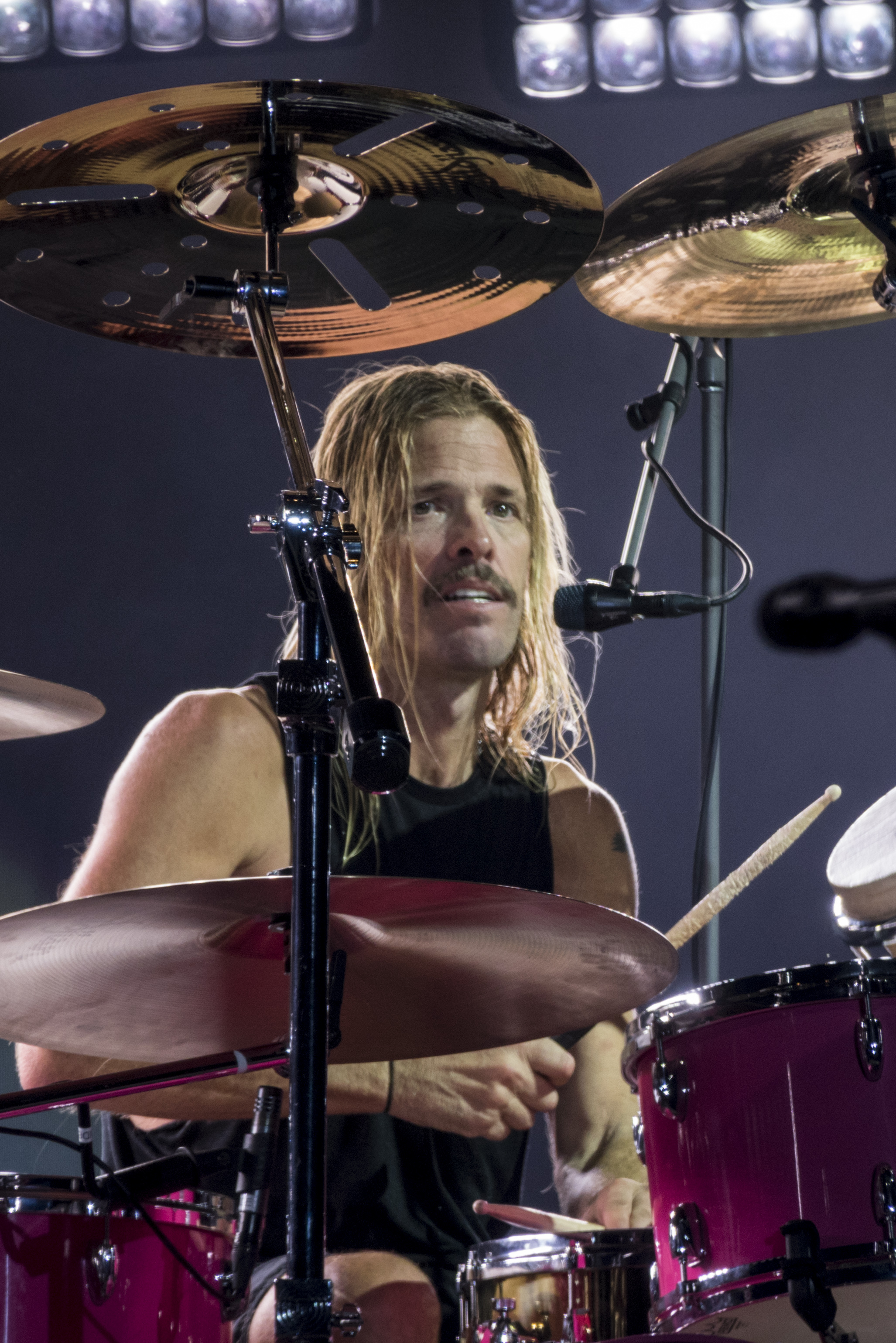
Taylor Hawkins (1972–2022)

- Hawkins, Ted (1894–1985), US-amerikanischer Country-Musiker
- Hawkins, Ted (1936–1995), US-amerikanischer Singer-Songwriter und Blues-Musiker
- Hawkins, Thomas W. (* 1938), US-amerikanischer Mathematikhistoriker
- Hawkins, Trip (* 1953), US-amerikanischer Unternehmer und Spieleentwickler
- Hawkins, William (1777–1819), US-amerikanischer Politiker, Gouverneur von North Carolina
- Hawkins, Willis (1913–2004), US-amerikanischer Ingenieur
- Hawkins-Whitshed, Elizabeth Alice († 1934), irische Bergsteigerin, Fotografin und Schriftstellerin
- Hawks, Charles (1899–1960), US-amerikanischer Politiker
- Hawks, Gray, US-amerikanischer Schauspieler und Synchronsprecher
- Hawks, Howard (1896–1977), US-amerikanischer Regisseur der klassischen Ära Hollywoods
- Hawks, John, US-amerikanischer Paläoanthropologe
- Hawks, Kenneth (1898–1930), US-amerikanischer Regisseur und Filmproduzent
- Hawks, Mickey (1940–1989), US-amerikanischer Rock’n’Roll-Musiker
- Hawks, Tony (* 1960), britischer Comedian und Schriftsteller
- Hawks, William B. (1901–1969), US-amerikanischer Filmproduzent
- Hawkshaw, Alan (1937–2021), britischer Musiker
- Hawkshaw, Kirsty (* 1969), britische Sängerin und Produzentin im Bereich der elektronischen Tanzmusik
- Hawksley, Deborah (* 1970), britische Opern- und Konzertsängerin mit der Stimmlage Mezzosopran
- Hawksley, Thomas (1807–1893), englischer Bauingenieur und Siedlungswasserwirtschaftler, besonders Wasserversorgung
- Hawksmoor, Nicholas (1661–1736), englischer Architekt des Barock
- Hawksworth, Jack (* 1991), britischer Automobilrennfahrer
- Hawksworth, Johnny (1924–2009), britischer Jazzmusiker (Bassist, Komponist)
- Hawksworth, Margaret (1915–2008), neuseeländische Badmintonspielerin
- Hawksworth, Phil (1913–2003), neuseeländischer Badmintonspieler
- Hawksworth, Tony (* 1938), englischer Fußballtorhüter
- Hawkwood, John († 1394), italienischer Condottiere englischer HerkunftJohn Hawkwood († 1394)

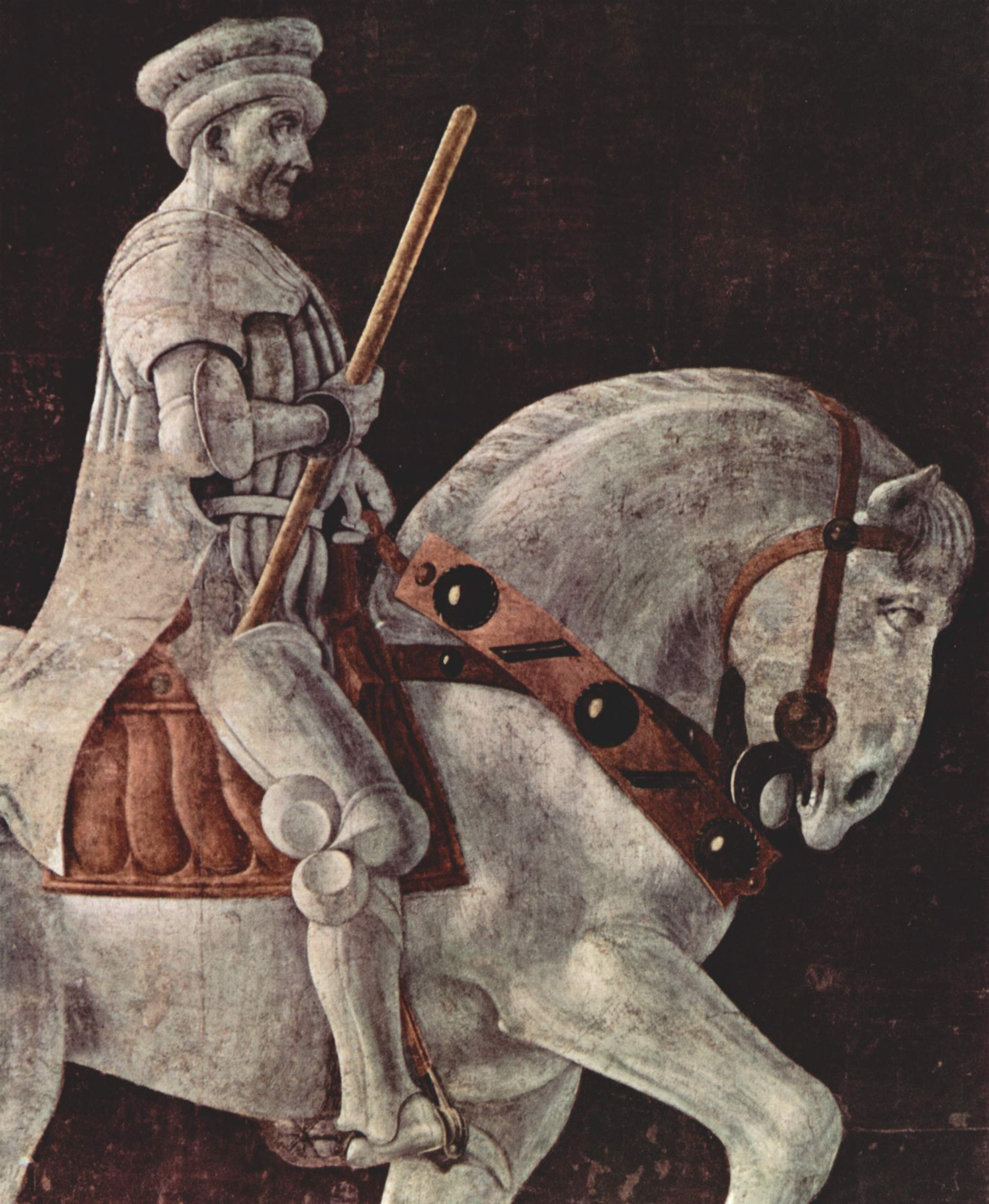
John Hawkwood († 1394)

### Hawl
- Hawlata, Franz (* 1963), deutscher Opernsänger (Bassbariton)
- Hawle, Josef (* 1948), deutscher Maler und Grafiker
- Hawley Ellis, Florence (1906–1991), US-amerikanische Anthropologin und Archäologin
- Hawley, Alexi (* 1967), US-amerikanischer Drehbuchautor und Fernsehproduzent
- Hawley, Amos Henry (1910–2009), US-amerikanischer Soziologe
- Hawley, Charles (1792–1866), US-amerikanischer Politiker
- Hawley, Elizabeth (1923–2018), US-amerikanische Journalistin und Chronistin von Himalaya-Expeditionen
- Hawley, James Edwin (1897–1965), kanadischer Geologe und Mineraloge und Professor an der Queen’s University (Kingston)
- Hawley, James H. (1847–1929), US-amerikanischer Politiker
- Hawley, Joe (* 1988), US-amerikanischer American-Football-Spieler
- Hawley, John B. (1831–1895), US-amerikanischer Politiker
- Hawley, John F. (1958–2021), US-amerikanischer Astrophysiker
- Hawley, Joseph Roswell (1826–1905), US-amerikanischer Politiker und Redakteur
- Hawley, Josh (* 1979), US-amerikanischer Politiker der Republikanischen ParteiJosh Hawley (* 1979)

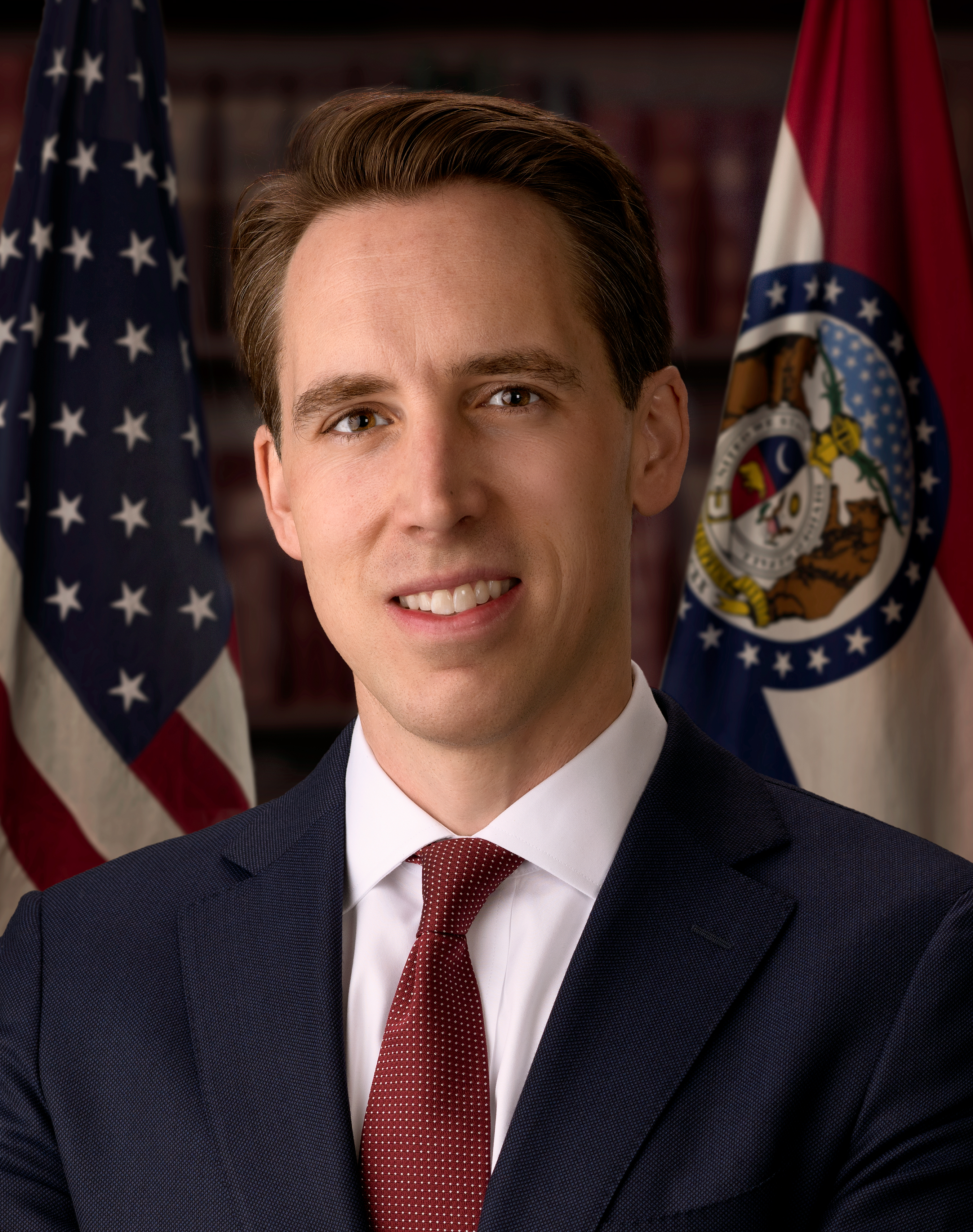
Josh Hawley (* 1979)

- Hawley, Liam, US-amerikanischer Schauspieler
- Hawley, Noah (* 1967), amerikanischer Film- und Fernsehproduzent, Drehbuchautor und Schriftsteller
- Hawley, Ralph Chipman (1880–1971), US-amerikanischer Forstwissenschaftler und Hochschullehrer
- Hawley, Richard (* 1967), englischer Popsänger
- Hawley, Richard E. (* 1942), US-amerikanischer Offizier, General der US Air Force
- Hawley, Robert B. (1849–1921), US-amerikanischer Politiker
- Hawley, Stanley (1867–1916), britischer Pianist und Komponist
- Hawley, Steven Alan (* 1951), US-amerikanischer Astronaut
- Hawley, Willis C. (1864–1941), US-amerikanischer Politiker
- Hawlicek, Hilde (* 1942), österreichische Politikerin (SPÖ), Mitglied des Bundesrates, Abgeordnete zum Nationalrat, MdEP
- Hawliczek, Anna (* 1986), österreichische Kamerafrau
- Hawlik, Franz (1858–1914), österreichischer Balneologe, Schriftsteller und Buchhändler
- Hawlik, Johannes (1945–2009), österreichischer Historiker, Medienexperte und Politiker (ÖVP), Landtagsabgeordneter
- Hawlik, Peter (* 1991), österreichischer Fußballspieler

### Hawn
- Hawn, Goldie (* 1945), US-amerikanische SchauspielerinGoldie Hawn (* 1945)

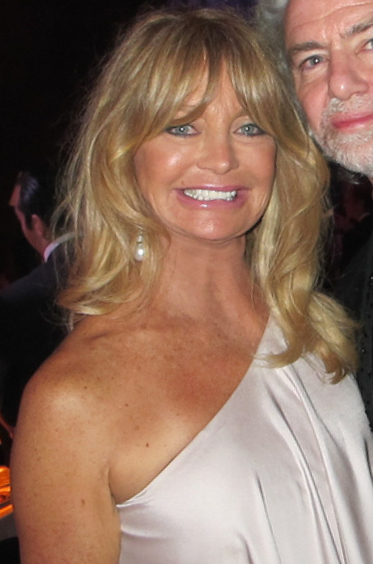
Goldie Hawn (* 1945)

### Hawo
- Hawoli (* 1935), deutscher Bildhauer und Maler
- Haworth, Adrian Hardy (1768–1833), englischer Botaniker
- Haworth, Alan (* 1960), kanadischer Eishockeyspieler und -trainer
- Haworth, Alan, Baron Haworth (1948–2023), britischer Politiker (Labour) und Life Peer
- Haworth, Bryn (* 1948), englischer Sänger und Gitarrist
- Haworth, Cheryl (* 1983), US-amerikanische Gewichtheberin
- Haworth, Don (1924–2007), britischer Hörspielautor
- Haworth, Jann (* 1942), US-amerikanische Pop-Art-Künstlerin
- Haworth, Jill (1945–2011), britische Schauspielerin
- Haworth, Leland John (1904–1979), US-amerikanischer Physiker und Wissenschaftsmanager
- Haworth, Robert Downs (1898–1990), englischer Chemiker
- Haworth, Ronald (1901–1973), englischer Fußballspieler
- Haworth, Ted (1917–1993), US-amerikanischer Szenenbildner beim Film
- Haworth, Walter Norman (1883–1950), britischer Chemiker

### Hawr
- Hawranek, Christiane (* 1984), deutsche Journalistin
- Hawryk, Wladyslaw (* 1991), ukrainischer Eishockeyspieler
- Hawrylewicz, Jerzy (1958–2009), polnischer Fußballspieler
- Hawrylez, Hanna (1958–2022), ukrainische Komponistin und Musikpädagogin
- Hawryliw, Neil (1955–2021), kanadischer Eishockeyspieler
- Hawryliw, Tymofij (* 1971), ukrainischer Schriftsteller und Übersetzer
- Hawryljuk, Mychajlo (* 1999), ukrainischer Hammerwerfer
- Hawrylow, Jurij (1967–2021), ukrainischer Handballspieler
- Hawryluk, Jayce (* 1996), kanadischer Eishockeyspieler
- Hawryluk, Lucien (* 2000), deutscher Fußballtorwart
- Hawrylyshyn, Bohdan (1926–2016), ukrainisch-kanadischer Wirtschaftswissenschaftler
- Hawrysh, Cassie (* 1984), kanadische Skeletonpilotin

### Haws
- Haws, John Henry Hobart (1809–1858), US-amerikanischer Politiker
- Hawsawi, Motaz (* 1992), saudi-arabischer Fußballspieler
- Hawsawi, Omar (* 1985), saudi-arabischer Fußballspieler
- Hawsawi, Osama (* 1984), saudi-arabischer Fußballspieler

### Hawt
- Hawthorn, Edward (1878–1951), englischer Badmintonspieler
- Hawthorn, Mike (1929–1959), englischer Formel-1-RennfahrerMike Hawthorn (1929–1959)

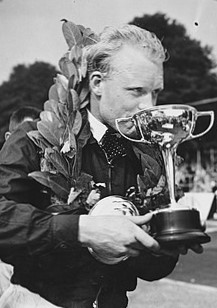
Mike Hawthorn (1929–1959)

- Hawthorn, Natalia (* 1995), kanadische Leichtathletin
- Hawthorne, Bert (1943–1972), neuseeländischer Automobilrennfahrer
- Hawthorne, David (* 1985), US-amerikanischer American-Football-Spieler
- Hawthorne, Elizabeth (* 1947), neuseeländische Theater- und Filmschauspielerin
- Hawthorne, Frank (* 1946), kanadischer Mineraloge, Kristallograph und Kristallchemiker
- Hawthorne, Frederick (1928–2021), US-amerikanischer Chemiker
- Hawthorne, Kim (* 1968), US-amerikanische Schauspielerin
- Hawthorne, Lil (1877–1926), britische Varietékünstlerin, Sängerin und Pantomimin
- Hawthorne, Mayer (* 1979), US-amerikanischer Soulmusiker
- Hawthorne, Nathaniel (1804–1864), amerikanischer SchriftstellerNathaniel Hawthorne (1804–1864)

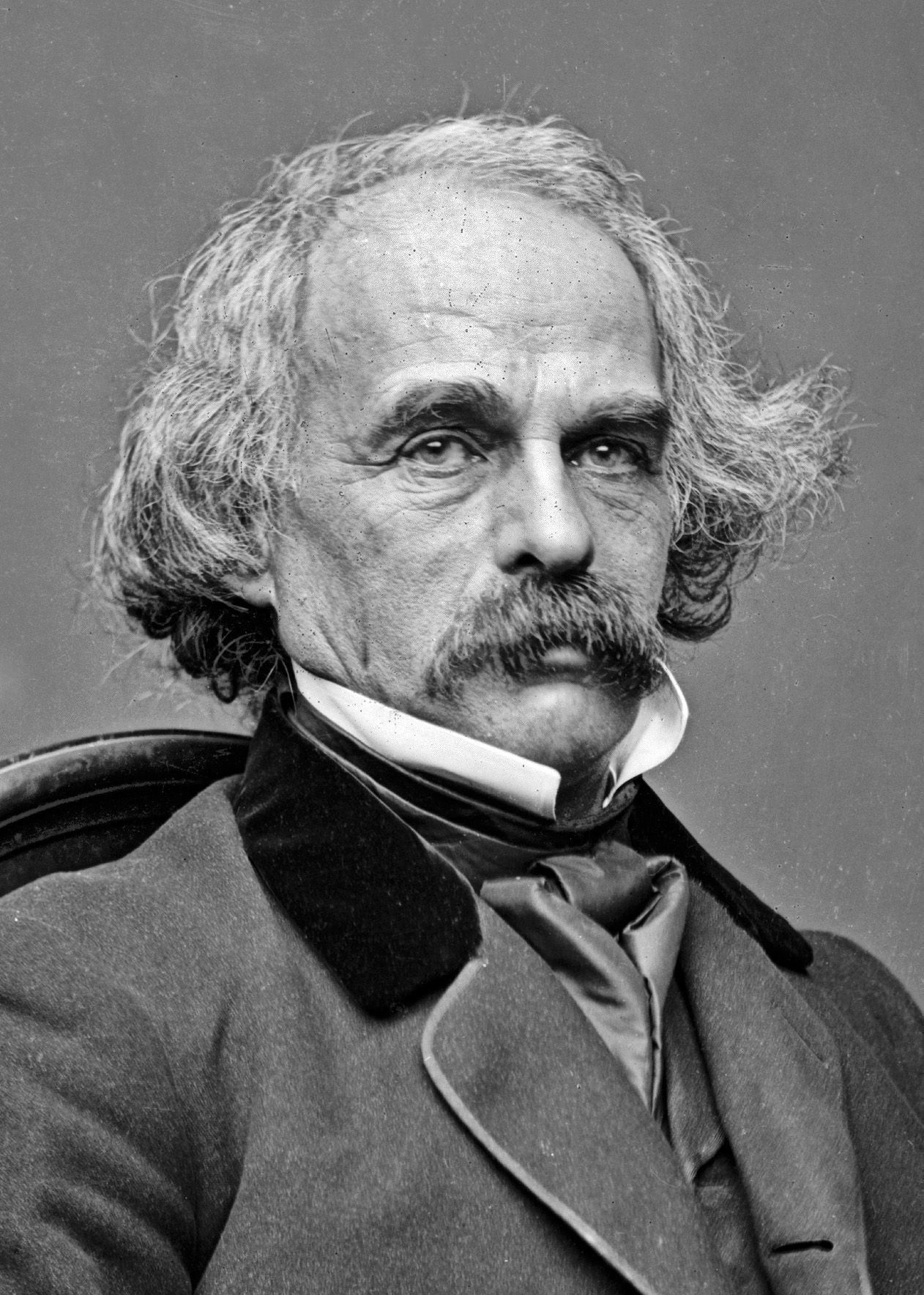
Nathaniel Hawthorne (1804–1864)

- Hawthorne, Nigel (1929–2001), britischer Schauspieler und Synchronsprecher
- Hawthorne, William (1913–2011), britischer Luftfahrtingenieur
- Hawtin, Richie (* 1970), britischer Techno-Musikproduzent
- Hawting, G. R. (* 1944), britischer Historiker und Islamwissenschaftler
- Hawtrey, Charles (1914–1988), britischer Schauspieler
- Hawtrey, Henry (1882–1961), britischer Leichtathlet
- Hawtrey, Kay (1926–2021), kanadische Schauspielerin

### Haww
- Hawwa, Sa’id (1935–1989), syrisch-jordanischer Religionslehrer, Mitglied und Ideologe der syrischen Muslimbrüder